# D'Arcy-McGee (circonscription provinciale)
Pour les articles homonymes, voir D'Arcy McGee, D'Arcy et McGee.
Circonscription électorale provinciale du Canada
D'Arcy-McGee est une circonscription électorale provinciale du Québec située dans la région de Montréal. Cette circonscription est considérée comme l'une des plus favorables au Parti libéral du Québec. En effet, depuis 1998, les électeurs de D'Arcy-McGee ont toujours voté pour le Parti libéral du Québec en lui accordant plus de 70% des votes.

## Historique
La circonscription de D'Arcy-McGee a été créée en 1965 à la suite de l'abolition des circonscriptions de Montréal-Outremont et de Westmount—Saint-Georges. Le territoire de la circonscription a été modifié lors de la réforme de 1972 pour intégrer certaines parties des circonscriptions de Notre-Dame-de-Grâce, d'Outremont et de Westmount. Elle reste identique jusqu'à la réforme de 1992 où une partie des électeurs de la circonscription de Notre-Dame-de-Grâce (3 980 électeurs) joignent la circonscription de D'Arcy-McGee. Ses limites sont inchangées lors de la réforme de la carte électorale de 2011. Lors de la refonte de 2017, le territoire est de nouveau modifié. Il s'agrandit vers le nord-est aux dépens des circonscriptions de Mont-Royal et Outremont, mais cède une portion de son territoire au sud-est à la circonscription de Notre-Dame-de-Grâce.
Le nom de la circonscription provient de l'un des pères de la fédération canadienne, Thomas D'Arcy McGee.

## Profil
La circonscription de D'Arcy-McGee a toujours été gagnée par un député du Parti libéral du Québec, sauf lors de l'élection québécoise de 1989. Il s'agit d'ailleurs de la circonscription qui recueille les plus fortes majorités envers son député depuis plusieurs années. Lors de la dernière élection, David Birnbaum a récolté 74,3 % des voix. Dans certaines sections de vote, 100 % des voix vont à son parti.
D'Arcy-McGee est également la circonscription s'étant le plus opposée à l'indépendance du Québec lors du référendum de 1995, avec un refus de 96,38 % . Selon les données du Recensement du Canada de 2011, il s'agit de la circonscription comptant les plus fortes communautés juive et anglophone du Québec.

## Territoire et limites
La circonscription de D'Arcy-McGee s'étend sur la totalité des deux municipalités de Côte-Saint-Luc et Hampstead, et sur une partie de l'arrondissement Côte-des-Neiges–Notre-Dame-de-Grâce de la Ville de Montréal. La population totale est de  89 505 personnes en 2016.

## Liste des députés
| Législature                                                             | Années       | Député          | Député           | Parti       |
| ----------------------------------------------------------------------- | ------------ | --------------- | ---------------- | ----------- |
| D'Arcy-McGee Créée depuis Montréal-Outremont et Westmount—Saint-Georges |              |                 |                  |             |
| 28e                                                                     | 1966–1970    |                 | Victor Goldbloom | Libéral     |
| 29e                                                                     | 1970–1973    |                 | Victor Goldbloom | Libéral     |
| 30e                                                                     | 1973–1976    |                 | Victor Goldbloom | Libéral     |
| 31e                                                                     | 1976–1979    |                 | Victor Goldbloom | Libéral     |
| 31e                                                                     | 1979–1981    | Herbert Marx    |                  | Libéral     |
| 32e                                                                     | 1981–1985    | Herbert Marx    |                  | Libéral     |
| 33e                                                                     | 1985–1989    | Herbert Marx    |                  | Libéral     |
| 34e                                                                     | 1989–1993    |                 | Robert Libman    | Égalité     |
| 34e                                                                     | 1993–1994    |                 | Robert Libman    | Indépendant |
| 35e                                                                     | 1994–1998    |                 | Lawrence Bergman | Libéral     |
| 36e                                                                     | 1998–2003    |                 | Lawrence Bergman | Libéral     |
| 37e                                                                     | 2003–2007    |                 | Lawrence Bergman | Libéral     |
| 38e                                                                     | 2007–2008    |                 | Lawrence Bergman | Libéral     |
| 39e                                                                     | 2008–2012    |                 | Lawrence Bergman | Libéral     |
| 40e                                                                     | 2012–2014    |                 | Lawrence Bergman | Libéral     |
| 41e                                                                     | 2014–2018    | David Birnbaum  |                  | Libéral     |
| 42e                                                                     | 2018–2022    | David Birnbaum  |                  | Libéral     |
| 43e                                                                     | 2022–présent | Elisabeth Prass |                  | Libéral     |

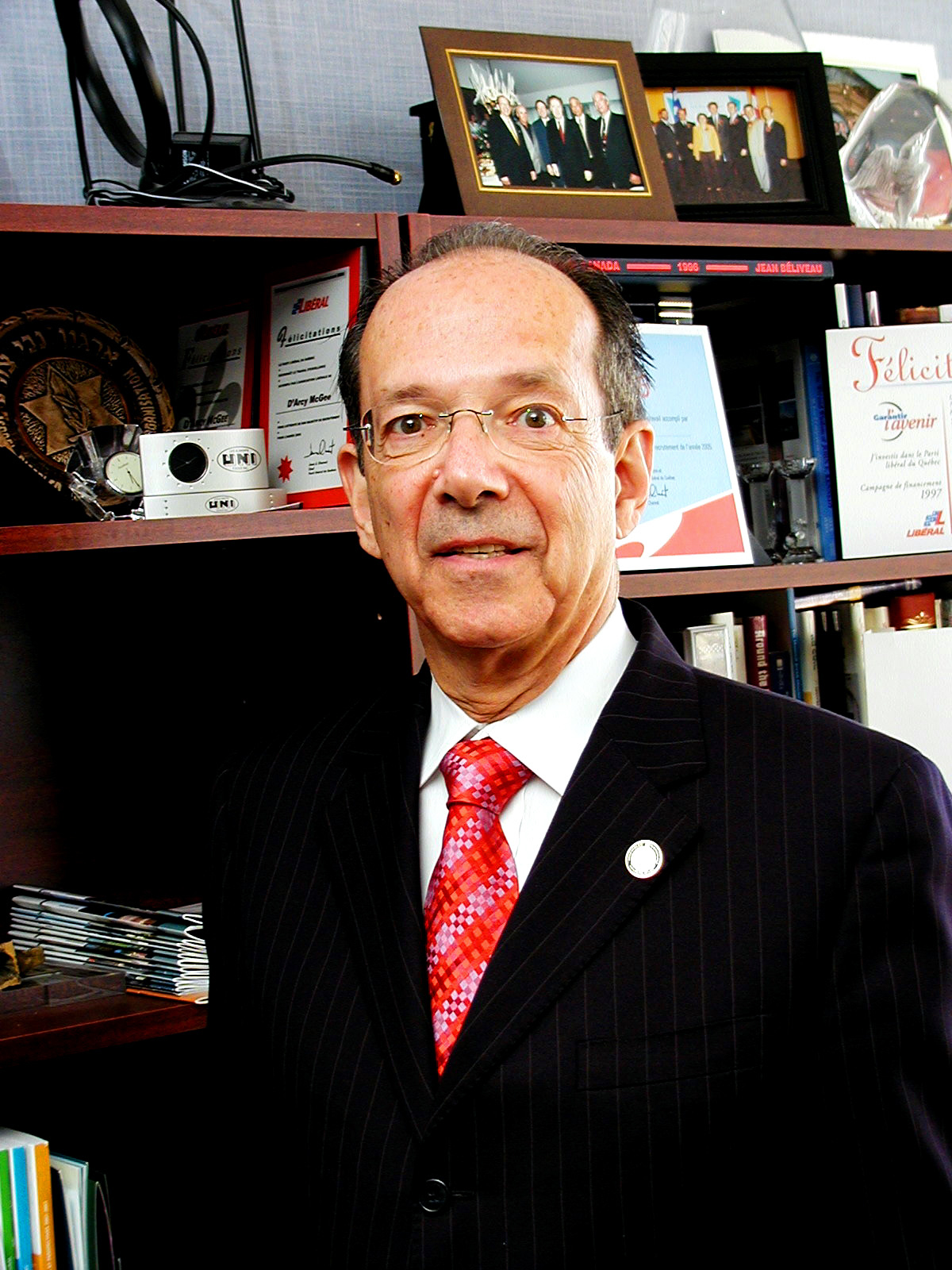
Lawrence Bergman est député de 1994 à 2014 pour le Parti libéral du Québec.
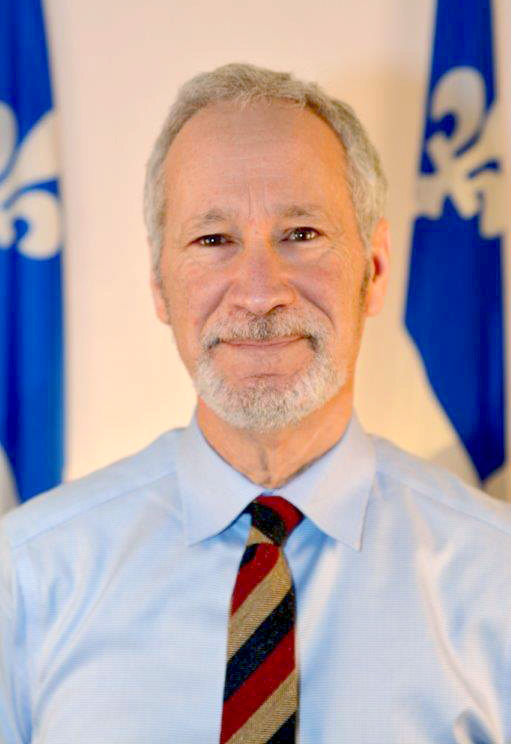
David Birnbaum est député de 2014 à 2022 pour le Parti libéral du Québec.

## Résultats électoraux
| |
| - Parti libéral - Union nationale (ancien) - Parti québécois - Crédit social (ancien) - Parti égalité (ancien) - Action démocratique (ancien) - Québec solidaire - Coalition avenir - Parti conservateur |

## Référendums
|  | Référendum                     | % du OUI | % du NON | Taux de participation |
|  | Référendum de 1980             | 4,12 %   | 95,88 %  | 89,49 %               |
|  | Accord de Charlottetown (1992) | 92,21 %  | 7,79 %   | 86,94 %               |
|  | Référendum de 1995             | 3,62 %   | 96,38 %  | 94,50 %               |